# البحيرة لإسالة الغاز الطبيعي
البحيرة لإسالة الغاز الطبيعي، هي إحدى شركات قطاع البترول المصري، وإحدى فروع الشركة المصرية للغاز الطبيعي المسال، وتعمل مجال الغاز الطبيعي المسال.

## التأسيس
تأسست الشركة في مايو 2005 برأس مال 1.2 مليار دولار.

## المساهمون
يساهم في رأسمال الشركة كل من:
- المصرية القابضة للغازات الطبيعية  مصر (24%)
- بي جي  بريطانيا وبتروناس  ماليزيا (76%)[1]

## وصلات خارجية
- موقع وزارة البترول والثروة المعدنية
- موقع إيجاس - المصرية القابضة للغازات الطبيعية
- موقع الشركة المصرية للغاز الطبيعي المسال